# Tmesisternus breuningi
Tmesisternus breuningi là một loài bọ cánh cứng trong họ Cerambycidae.